# Carlo Emanuele Vizzani
Carlo Emanuele Vizzani est un philosophe italien, né en 1617 à Bologne et mort le 29 octobre 1661 à Rome.

## Biographie
Né vers 1617, à Bologne, Carlo Emanuele Vizzani étudie les langues grecque et latine, la philosophie et la jurisprudence, et est pourvu de la chaire de logique à l’Université de Padoue. Obligé de suivre un procès dont le succès est d’un grand intérêt pour sa famille, il résigne sa chaire en 1644, et vient à Rome, où le pape le nomme avocat consistorial, puis assesseur du Saint Office, référendaire de l’une et l’autre signature, et enfin chanoine de Saint-Pierre. Ces honneurs sont pour lui un nouveau motif d’émulation ; mais l’excès du travail altère sa santé, et il meurt en 1661, à l’âge de 44 ans. Il est inhumé dans la Basilique de la Minerve, où l’on voit son épitaphe, rapportée par Papadopoli dans l’Historia gymnas. Patavini, t. 1, p. 370 .

## Œuvres
- Epistola græco-latina super raptum Helenæ depictum a Guidone de Reno, Bologne, 1633. in-4°. C’est, comme on voit, la description du tableau ; du Guide représentant l’enlèvement d’Hélène.
- Une traduction latine d’Ocellus Lucanus, accompagnée d’un savant commentaire où les opinions d’Aristote et des Pythagoréens sont comparées, Bologne, 1646, in-4° ; Amsterdam, 1661, même format. Thomas Gale l’inséra, avec la version de Lodovico Nogarola, dans les Opuscula mythologica physica et ethica, Cambridge, 1671, in-8° ; Amsterdam, 1688, in-8°, p. 499 et suiv. ;
- De mandatis principum ; et de officio eorum qui in provincias cum officio mittuntur, Amsterdam, 1656, in-4° ;
- un Panégyrique de la reine Christine de Suède. Il a laissé manuscrits divers traités de philosophie. Vizzani était membre de l’académie des Incogniti de Venise et des Gelati de Bologne.